# Атиас, Моран
Мора́н Ати́ас (англ. Moran Atias, ивр. מורן אטיאס‎, род. 9 апреля 1981, Хайфа, Израиль) — израильская фотомодель и актриса

.

## Биография
Родилась в городе Хайфа на севере Израиля, в семье израильско-еврейских родителей из Марокко. Она появилась на молодёжной телевизионной программе «Вне фокуса» (англ. Out of Focus) в пятнадцать лет. Намерению Атиас служить в армии препятствовал перенесённый в семнадцать лет менингит. Вместо этого она занялась модельным бизнесом в Германии, а затем в Италии, где была открыта Роберто Кавалли и стала его моделью.
В Италии в 2005-06 годах она была представительницей Милана в кампаниях по борьбе с граффити и жестоким обращением с животными в городе.
В феврале 2017 года стала гражданкой США. В 2022 году родила дочь.

## Журналы
Моран Атиас снялась для многих журналов по всему свету, среди которых присутствуют следующие:
- Men’s Health, США
- Nylon Guys, США
- Gioia (обложка)
- Vanity Fair, Италия
- Cosmopolitan, Испания, Израиль, Сербия, Мексика (обложки)
- Maxim, США
- Maxim, Израиль (обложка)
- Flaunt, США
- Men’s Fitness, США
- 944, США
- 60 Magazine
- Rosh 1

## Фильмография
| Год       |    | Русское название                          | Оригинальное название                     | Роль                          |
| --------- | -- | ----------------------------------------- | ----------------------------------------- | ----------------------------- |
| 2005      | ф  | Газ                                       | Gas                                       | Моника                        |
| 2005      | ф  | Дни любви                                 | Days of Love                              | Сигаль                        |
| 2006      | ф  | Розы пустыни                              | The Roses of the Desert                   | Аиша                          |
| 2007      | ф  | Мать слёз                                 | The Mother of Tears                       | Мать Слёз                     |
| 2008—2009 | с  | Столкновение                              | Crash                                     | Инес                          |
| 2008      | ф  | Не шутите с Зоханом                       | You Don't Mess with the Zohan             | Эти / в титрах не указана     |
| 2009      | ф  | Затерянный мир                            | Land of the Lost                          | женщина / в титрах не указана |
| 2009      | ф  | Молодожёны                                | Oggi sposi                                | Алопа                         |
| 2009      | с  |                                           | Il bene e il male                         | Элизабетта                    |
| 2009      | ки | Command & Conquer: Red Alert 3 — Uprising | Command & Conquer: Red Alert 3 — Uprising | Вероника Белова               |
| 2010      | с  | C.S.I.: Место преступления Нью-Йорк       | CSI: NY                                   | Марина Гарито                 |
| 2010      | ф  | Честь                                     | Kavod                                     | Ронит                         |
| 2010      | ф  | Три дня на побег                          | The Next Three Days                       | Эрит                          |
| 2011      | с  | Правила совместной жизни                  | Rules of Engagement                       | София                         |
| 2011      | с  | C.S.I.: Место преступления Майами         | CSI: Miami                                | Оливия Хантер                 |
| 2012      | с  | Белый воротничок                          | White Collar                              | Кристи                        |
| 2012      | ф  | Бешеные глаза                             | Crazy Eyes                                | бывшая                        |
| 2013      | ф  | Третья персона                            | Third Person                              | Моника                        |
| 2014—2016 | с  | Тиран                                     | Tyrant                                    | Лейла Аль-Файед               |
| 2017      | с  | 24 часа: Наследие                         | 24: Legacy                                | Сидра                         |
| 2018      | ф  | Скорость убивает                          | Speed Kills                               | Контесса                      |
| 2018      | с  | Ординатор                                 | The Resident                              | Рената Морали                 |
| 2019      | с  | Деревня                                   | The Village                               | Ава Бехзади                   |
| 2022      | с  | Царство животных                          | Animal Kingdom                            | Луиза Томпсон                 |